# Юдай Шигеока
Юдай Шигеока ( яп .重岡優大, Shigeoka Yudai , нар. 16 квітня 1997) — японський боксер-професіонал , який володів титулом WBC у мінімальній вазі з жовтня 2023 року по 2024. 